# Musique kazakhe
 (février 2025).
Si vous disposez d'ouvrages ou d'articles de référence ou si vous connaissez des sites web de qualité traitant du thème abordé ici, merci de compléter l'article en donnant les références utiles à sa vérifiabilité et en les liant à la section « Notes et références ».
La musique kazakhe fait partie des musiques d'Asie centrale. Elle est l'un des lieux d'implantations majeures de la musique des steppes des bardes turcophones. Bien que sous influence soviétique pendant un temps, elle a su garder son originalité ; de même elle a su résister aux influences musulmanes voisines ou anciennes, les Kazakhs ayant bien vite opéré un syncrétisme entre Allah et le Tengri, le dieu au-dessus de tout des anciens chamanes. Elle s'est en outre répandue à la faveur des mouvements de population kazakhe, dans le Xinjiang chinois et en Mongolie.
La musique kazakhe est à la fois un reflet de la vie quotidienne, une mémoire du passé et une ouverture au monde des esprits aruakh. La musique traditionnelle est rurale et elle est colportée par les pasteurs nomades. Elle a des liens avec les musiques folkloriques des pays voisins : Ouzbékistan et Kirghizistan.
Le Kazakhstan dispose depuis longtemps d'un orchestre national d'instruments folkloriques nommé Kurmangazy d'après un compositeur et joueur de dombra du XIXe siècle. Parmi les autres compositeurs on peut citer : Korkyt, Tattimbet, Sougur, Almaz Serkebayev, Tles Kazhgaliev, Makhambet, Bayserke, Khazanghap, Yerkegali Rakhmadiev, Mukhan Tulebayev, Nagim Mendygaliev, Akhmet Zhubanov, Ghaziza Akhmetkhysy Zhubanova, Mansur Saghatov et Akhtoty Raimkulova.
Le Conservatoire national kazakh (Қазақ ұлттық консерваториясы), est situé à Almaty.

## Musique traditionnelle

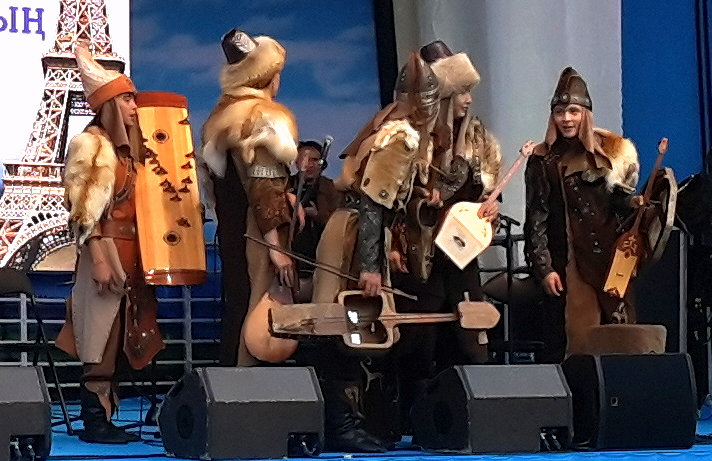
Ensemble Turan, représentant de la musique kazakhe en tournée à Paris, en France.

Il existe des chanteurs amateurs au répertoire restreint des berceuses et comptines, à la différence des professionnels qui ont un très large répertoire réparti entre divers styles de diverses régions (l'ouest d'une part et le centre, le sud et l'est d'autre part) et divers âges de la vie :
- l'enfance et ses berceuses est le domaine des femmes ;
- l'adolescence et ses chants de courtoisie sont l'apanage des hommes excentriques appelés sal ;
- l'âge adulte avec ses chants lyriques et ses odes est aussi chanté par des esthètes appelés seri. Ce n'est qu'après avoir parcouru ces étapes que le titre d'akyn pouvait être donné à un jeune chanteur.

Ces akyns (ou aqïn) qui reçoivent en rêve leur don d'improvisation, sont des guérisseurs et des chamanes : ils chantent d'une voix gutturale des épopées (Dede Korkut, Alpamych), des sermons termeh (un « agglutinement » vocal improvisé), des odes maqtau et des chants de conseil tolgaw accompagnés au dombra ou au kobyz. Leur domaine de prédilection est les chansons rituelles bet achar ou toï bastar pour les noces ou les fêtes toï. Parmi les styles musicaux, encore le kobizovaia, le sibiz-govaia et le dombrovaia. Enfin, il y a des chansons de deuil (joubatou) et d'annonce de bonnes nouvelles (souinchi).
Ils se regroupent parfois pour faire des compétitions d'improvisations appelées aitys (ou aïtys) avec des chansons à thème social mais rarement politique, en représentant et défendant leurs tribus et ancêtres. Plusieurs styles de joutes poétiques existent : qaqtyghys, takpaktasu, etc.

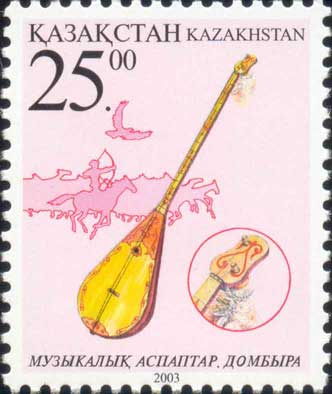
Dombra.

À côté des akyns, on rencontre les jirau (ou jiraw), compositeurs d'épopée jyr dont les chants sont souvent reliés aux anciens mythes ; il en existait beaucoup au XIXe siècle, inspirés des premiers auteurs (kuishi), tels Mahmud Kashgari, Kaztughan, Dospanbet, Shalkiiz, Aktamberdi, Kurmangazy, Madi Bapiuly et Birjan. Ils ont été encouragés par le régime afin de lutter contre les effets secondaires d'une urbanisation trop rapide. Le plus grand chanteur du XXe siècle était une femme : Mayra Shamsutdinova.
On trouve des épopées héroïques telle Koblandy Batyr datant du XIe siècle ou Er Sain (XVIe siècle), et des épopées lyriques telle Kozy Korpech (XVe siècle) ou Kyz Jibek (XVIIe siècle). À partir du XVIIe siècle, les jirau remplacent le kobyz par la dombra, et le chamanisme recule devant l'Islam.
Datant du XVe siècle, la musique instrumentale küy ou kuï est évocatrice de la nature ; on n'hésite pas à y imiter des cris d'animaux. Elle reproduit l'organisation spirituelle chamanique à la fois dans la conception de la courte pièce allant des basses vers l'aigu, et dans la dénomination des parties du manche de la dombra. À partir du XVIIe siècle elle acquert une existence à part du chant. 
Pour chaque küy, il y a une version populaire et une plus savante. Il existe là aussi des compétitions appelées tartys où les bardes rivalisent en vertu de leur appartenance tribale ou selon leur obédience à l'école de l'ouest jouant du style tökpe (avec quatre variantes) sur grande dombra, ou à l'école de l'est (du centre et du sud) jouant du chertpe sur petite dombra. Parfois le küy acquiert un caractère satirique, humoristique ou épique et les bardes redoublent d'invention pour en exprimer le sens de manière comportementale, puisqu'il s'agit de musique instrumentale. Il n'est pas rare de voir un musicien jouer de la dombra ou du komuz derrière le dos, sur la tête, l'instrument renversé, mimant telle attitude, etc. Un proverbe kazakh dit : « Un vrai Kazakh n'est pas un Kazakh ; un vrai Kazakh est une dombra. »
Parmi les interprètes actuels de la musique traditionnelle kazakhe, on peut citer l'ensemble Turan ou Baurzhan Aktayev (kazakh : Бауржан Ақтаев).

## Instruments traditionnels

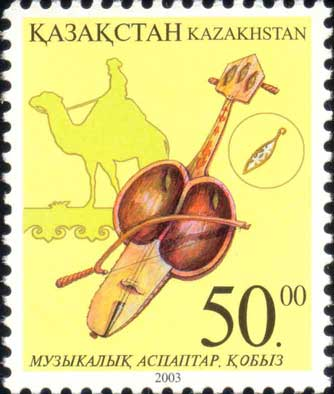
Kobyz.

Les instruments à vents comprennent : bayan (Баян), sakpan, saszyrnay, shankobyz (Шаңқобыз, guimbarde), et sybyzgy (Сыбызғы). Les instruments à cordes comprennent : adyrna (Адырна), sorte de petite harpe., dombra (Домбыра), sorte de long luth, jetygen (Жетіген, parfois retranscrit jetiguene), kobyz (Қобыз), kyl-kobyz, et narkobyz.
Les percussions comprennent : asatayak (Асатаяк), chinedaouï, dangyra (Дангыра), daouïlpaz, et sherter.

## Musique classique
La musique folklorique est transcrite dès le XIXe siècle, et elle est adaptée à la musique classique russe au début du XXe. En 1920, Aleksandr Zatayevich est un compositeur russe célèbre dans ce genre. Il adapte et transforme également les instruments kazakhs afin de les adapter aux ensembles russes à partir des années 1930. La musique devient alors un manifeste de propagande patriotique socialiste. Le Collège d'étude musicale et dramatique est fondé en 1931.
En Chine, parmi les standards de la musique kazakhe, on peut citer Une mignonne rose (可爱的一朵玫瑰花), interprété, entre autres, par le chanteur d'opéra Dai Yuqiang 戴玉强.

## Musique contemporaine
Depuis l'indépendance, la musique pop connait un rapide développement de même que l'industrie du disque. Des artistes tels que Madina Sadvaqasova, Almas Kishkenbayev, Roman Kim, Makpal Isabekova, Kayrat Tuntekov, Rakhat Turlykhanov, A-Studio et Urker sont très connus.
L'ensemble Turan, reprend les bases de la musique folklorique kazakhe en y ajoutant une touche de modernité. Elle utilise les instruments traditionnels kazakhs, ainsi que le khöömii, chant de gorge polyphonique mongol.
En 2015, apparaît au Kazakhstan, la Q-pop, un nouveau genre de pop électronique kazakhe, inspirée par les mouvements musicaux de la J-pop, la K-pop ou encore la C-pop. En 2017, à l'occasion d'un télé-crochet à la télévision chinoise, émerge Dimash Kudaibergen, jeune chanteur Kasakh jusque là très prometteur mais dont la notoriété s'arrêtait à son pays. Ses prestations vocales et scéniques, au cours de cette compétition, sont particulièrement remarquées sur les réseaux sociaux et lui permettent d'acquérir une notoriété internationale. Doté d'une tessiture impressionnante (couvrant plus de cinq octaves), il se montre notamment capable de passer du registre pop au registre lyrique très rapidement, de produire des mélismes et des figures vocales très complexes sans difficulté apparente, et maîtrise également la voix de sifflet, le registre le plus élevé de la voix humaine.

## Festivals
Le festival The Spirit of Tengri est un festival annuel de musique ethnique contemporaine, qui se tient en juin à Almaty, devant le Palais de la République, sur la place Abay et accueillant principalement des musiciens de société traditionnellement nomades, de la Hongrie à l'Est de la Sibérie.